# Jean Schneitzhoeffer
Jean Madeleine Marie Schneitzhoeffer, né le 13 octobre 1785 à Toulouse et mort le 4 octobre 1852 à Paris, est un compositeur français.

## Biographie
Fils de Jacques Schneitzhoeffer et Marie Angélique Rebill, il est l'élève de Charles Simon Catel au Conservatoire de Paris. Il y obtient le deuxième prix de piano en 1803 et entre ensuite comme timbalier à l'Opéra en 1815, où il est nommé chef de chant sept ans plus tard.
Nommé professeur au Conservatoire chargé des classes chorales, il fut décoré de la Légion d'honneur en 1840.
Il se marie à Paris, le 12 juillet 1821, à Joséphine Madeleine David, avec laquelle il a eu six enfants: Caroline (Paris, 1807); Jean Baptiste Adolphe (Sologny, 1811); Amédée (Sologny, 1812); Virginie (Sologny, 1815); Alfred (Paris, 1821), et Émile (Paris, 1829).  

## Œuvres
Il a composé plusieurs partitions de ballet pour l'Opéra de Paris, parmi lesquelles :
- Mars et Vénus
- Le Sicilien
- Proserpine (1818)
- Le Séducteur au village (1818)
- Zémire et Azor (1824)
- Les Filets de Vulcain (1826)
- La Sylphide, pour Marie Taglioni (1832)
- La Tempête (1834)

Il est également l'auteur de plusieurs symphonies.